# Lama (Abegondo)
Lama (llamada oficialmente A Lama) es una aldea española situada en la parroquia de Presedo, del municipio de Abegondo, en la provincia de La Coruña, Galicia.

## Demografía
| Gráfica de evolución demográfica de Lama entre 1999 y 2018 |
|                                                            |
| Datos según el nomenclátor publicado por el INE.           |